# Национальная библиотека Черногории «Джурадж Черноевич»
Национальная библиотека Черногории «Джурадж Черноевич» — национальная библиотека, задачей которой является сохранение культурного наследия Черногории. Она издаёт национальные библиографические указатели и курирует сеть библиотек в Черногории. Она присваивает номера ISBN и ISSN. Библиотека названа в честь Джураджа Черноевича, правителя Черногории XV века, который в 1493 году основал первую в мире государственную типографию и вторую в Европе, которая печатала на кириллице.

## История
В 1838 году правитель Черногории Пётр II Петрович создал в своей резиденции библиотеку из книг, взятых из монастыря в Цетине. По случаю 400-летия основания типографии Черноевичей в 1893 году князь Никола I Петрович основал первую публичную библиотеку. Спустя три года он издал приказ, согласно которому библиотека была обязана собирать публикации, связанные с Черногорией. Она располагалась в здании театра Зетски дом, где находилась до конца Второй мировой войны. В 1905 году был принят закон, согласно которому библиотека имела право на получение трёх обязательных экземпляров каждого печатного издания, выпущенного в Черногории. До начала Первой мировой войны в библиотеке было около 10000 единиц хранения, но большая часть собрания была уничтожена во время войны.
В 1926 году роль центральной научной библиотеки Черногории перешла к Библиотеке Национального музея в Цетине, которая была создана на основе сохранившихся коллекций предыдущей библиотеки. После окончания Второй мировой войны она сменила название на Центральную библиотеку Черногории. 26 марта 1946 года Министерство национального образования Республики Черногория учредило Центральную национальную библиотеку в Цетине. В 1949 году она переехала в здание французского посольства, а в 1964 году она получила соседнее здание бывшего итальянского посольства. Именно тогда она была названа в честь правителя Джураджа Черноевича. С 2012 года библиотека работает в соответствии с распоряжением премьер-министра Игора Лукшича, изданным в соответствии с законодательством о культуре и библиотеках. Она изменила своё название на Национальную библиотеку Черногории «Джурадж Черноевич» и установила правила выбора совета библиотеки, директора, методов финансирования и др.

## Здания

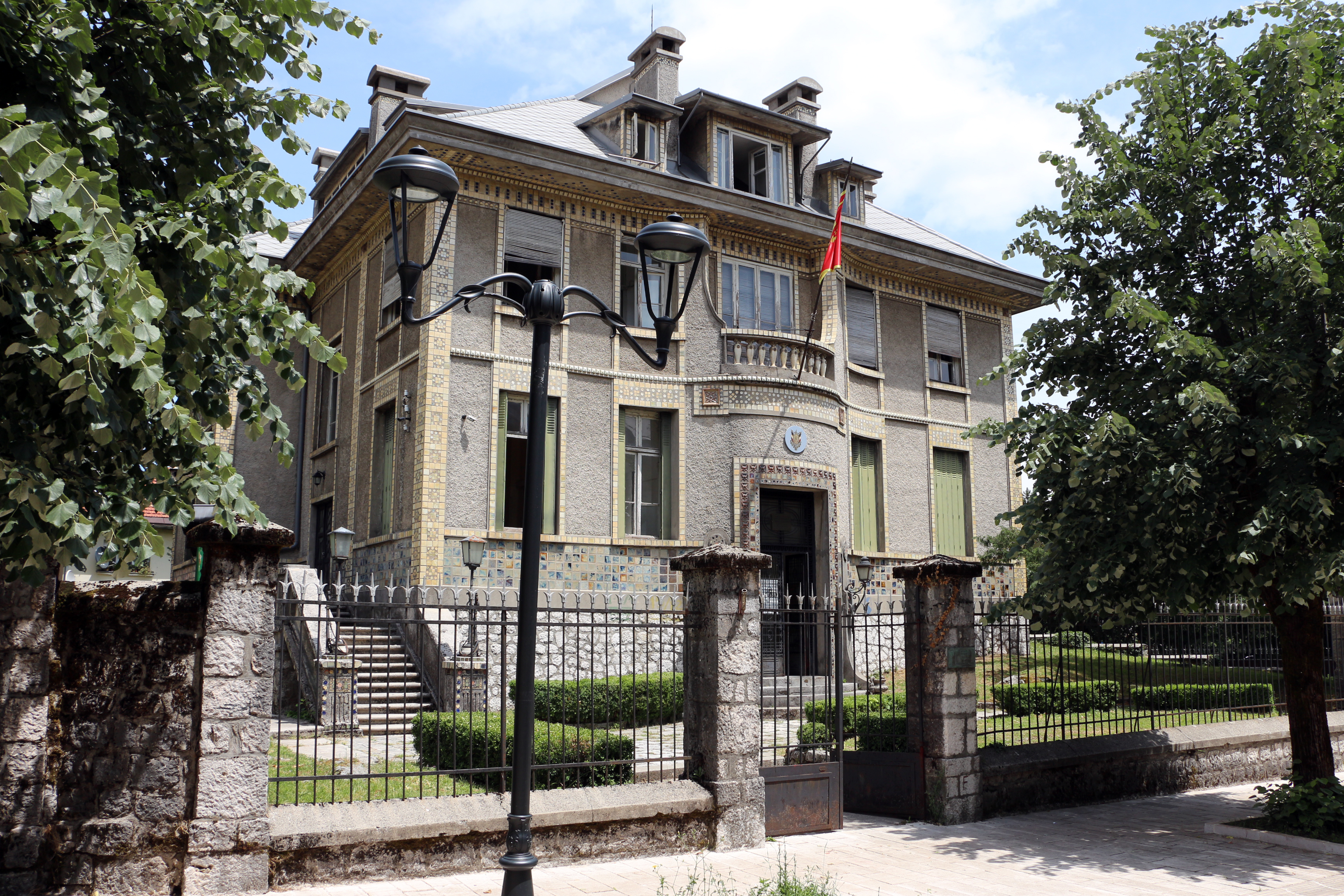
Здание библиотеки в бывшем французском посольстве

Национальная библиотека размещается в двух исторических особняках 1910 года, которые служили в качестве посольств Италии и Франции в Королевстве Черногория. Проект бывшего посольства Италии подготовил итальянский архитектор Коррадини. Здание в стиле классицизма использовалось посольством до 1915 года. В 1964 году его передали библиотеке. В состав комплекса входят администрация библиотеки, отдел по сбору и составлению коллекций, национальное агентство ISBN и ISSN, отдел документации и библиографии, выставочные залы и читальные залы. В 1981 году на месте бывшего посольства Италии был построен центральный книжный склад в семь этажей площадью 4500 м².
Здание бывшего французского посольства спроектировал французский архитектор Поль Годе. Руководил строительством другой французский архитектор — Огюст Перре. Фасад был отделан керамической плиткой разной формы, а в строительстве впервые на Балканах был использован железобетон. Посольство использовало здание до 1915 года, во время Второй мировой войны в нём располагалась штаб-квартира полиции, а в 1949 году оно было передано Национальной библиотеке. В здании находится музейный отдел, собрание старинных и редких книг, реставрационная мастерская и французский отдел.

## Фонды
Фонды библиотеки предоставляются исключительно в читальных залах. Они насчитывает в общей сложности около 2000000 книг, газет, журналов, рукописей, географических и историографических карт, атласов, нотных изданий, открыток и фотографий, альбомов, каталогов, аудио- и видеоматериалов и других библиотечных материалов. Из книжного собрания были выделены специальные и музейные коллекции.
В 2008 году, после того как правительство Черногории приняло программу оцифровки коллекций, был создан Центр микрофильмов и оцифровки Национальной библиотеки. Центр оцифровал большую часть имеющихся коллекций. В 2016 году они были опубликованы в Интернете.